# پولینی-سنت-پیر
پولینی-سنت-پیر (به فرانسوی: Pouligny-Saint-Pierre) یک کمون در فرانسه است که در اندر واقع شده‌است. پولینی-سنت-پیر ۴۷٫۴۵ کیلومتر مربع مساحت و ۱٬۰۵۰ نفر جمعیت دارد و ۱۱۳ متر بالاتر از سطح دریا واقع شده‌است.